# Shintai

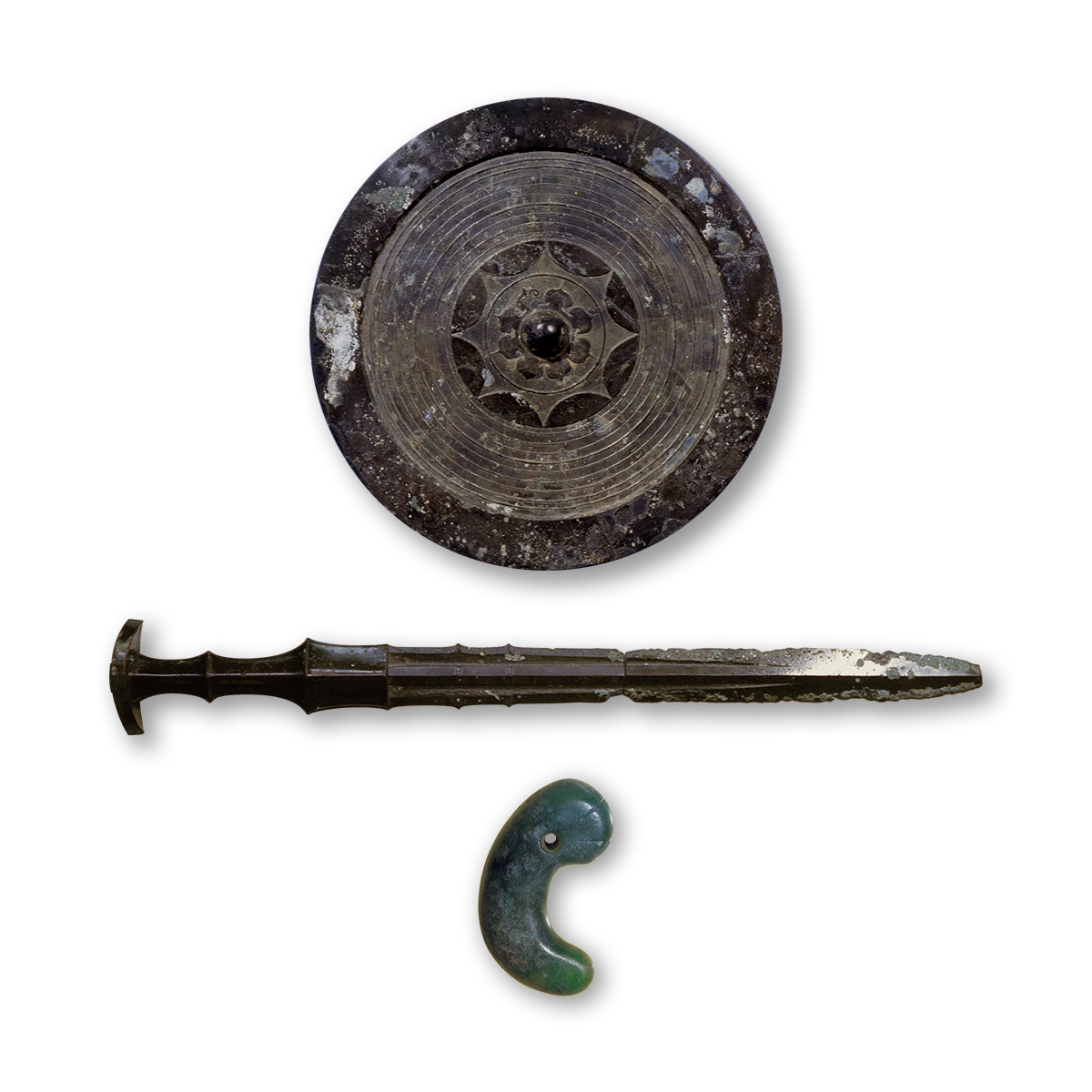
Throninsignien Japans

Shintai (jap. 神体; auch 御神体, go-shintai; shintai) ist die sinojapanische Lesung des Wortes mitama-shiro (御霊代), das auch oft verwendet wird; auch yori-shiro (依り代・依代・憑り代・憑代) sind materielle Gegenstände, die in Shintō-Schreinen die Rolle von Reliquien spielen, da sie als Wohnorte der Geister bzw. Seelen (mitama) der Kami aufgefasst werden. 
Der direkte Aufbewahrungsplatz wird dabei als shinza (神座; wörtlich „Kami-Sitz“) bezeichnet.

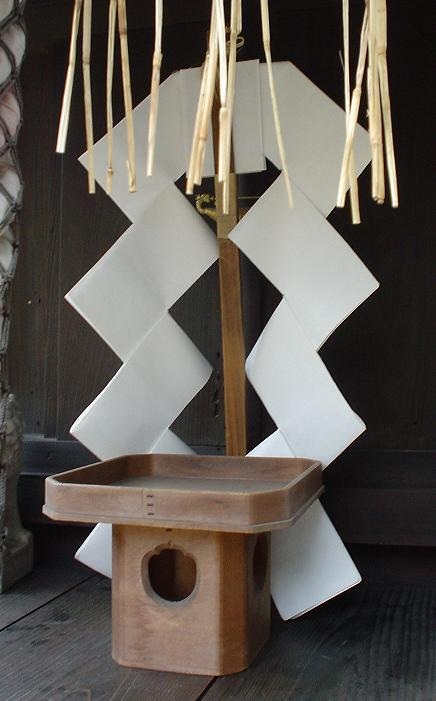
Gohei, hölzerne Stäbe mit Papierstreifen
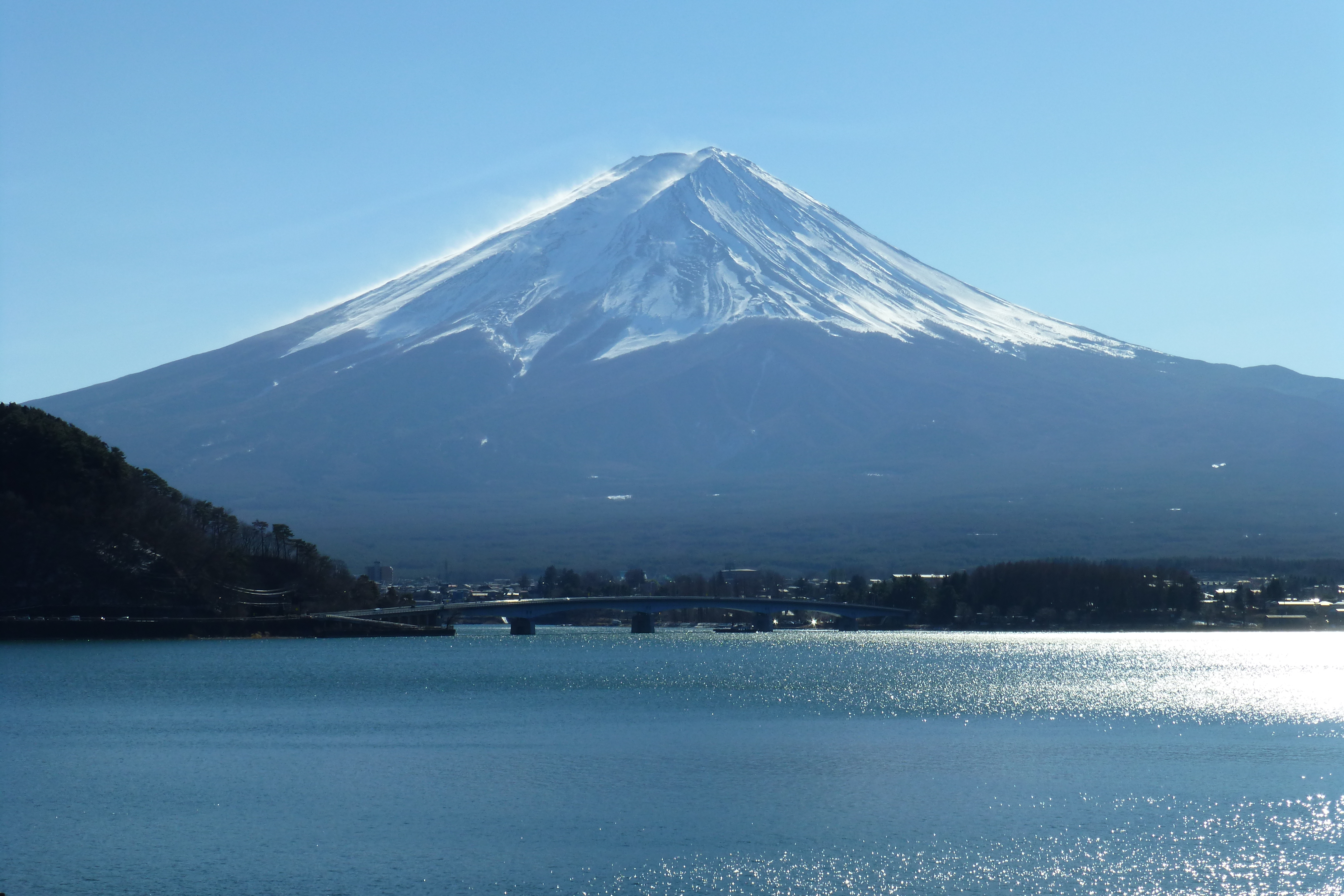
Fuji, der berühmteste Shintai
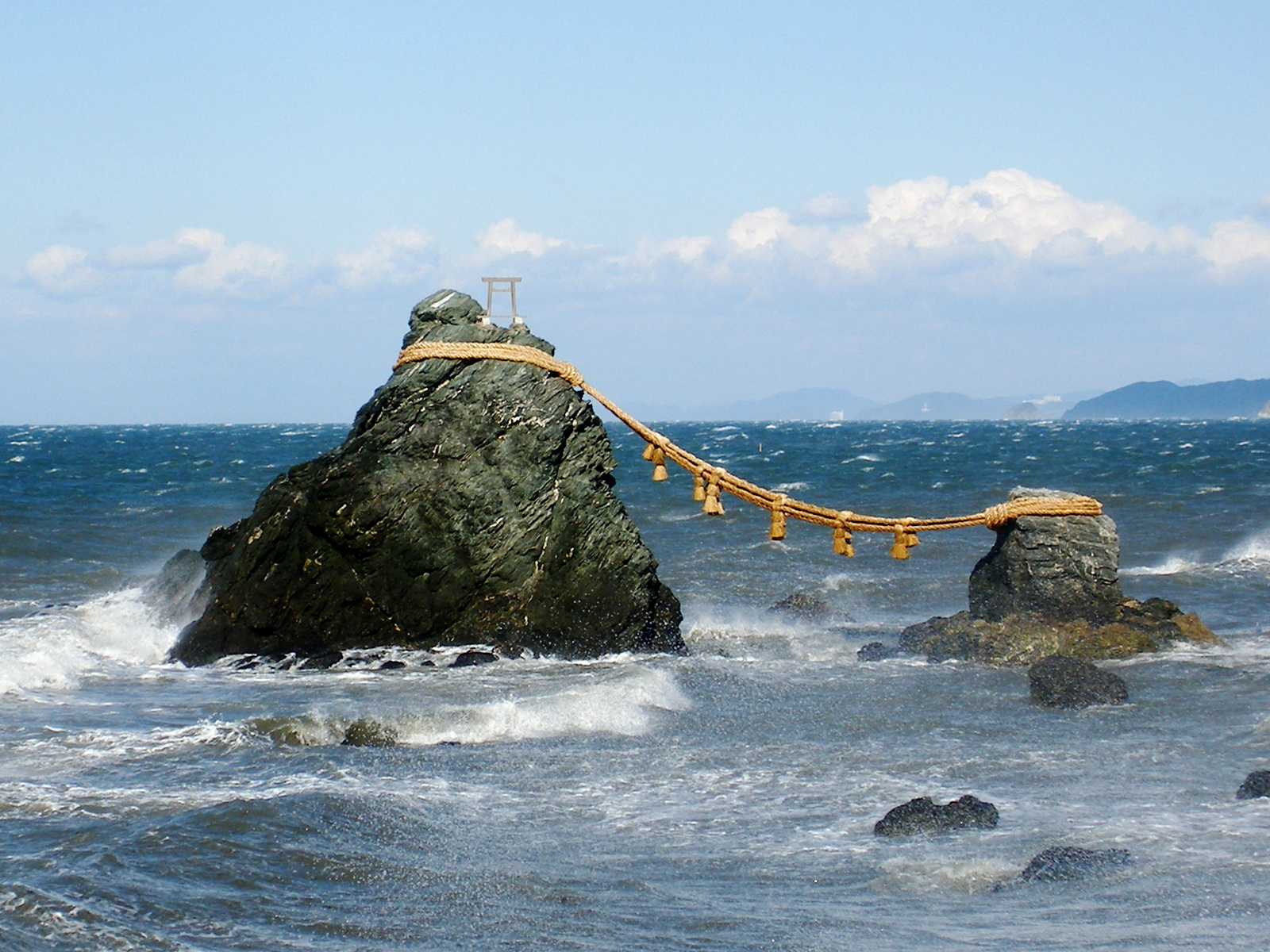
Meoto-Iwa (夫婦岩, „Ehemann-Ehefrau-Felsen“)

Die typischen Shintai sind Spiegel, Schwerter oder Edelsteine (analog zu den Throninsignien Japans), es kann sich dabei aber prinzipiell um jeden denkbaren Gegenstand handeln, so zum Beispiel neben rituellen Stäben (gohei) und Skulpturen (kaiga bzw. shinzō, die meisten von diesen wurden während der Zeit des Shinbutsu-Bunri zerstört, da sie zu sehr mit der buddhistischen Ikonographie verbunden waren) auch Objekte der Natur, wie Steine, Berge (kami-yama bzw. shintai-zan) und Wasserfälle. 
Innerhalb von Schreinen befinden sich Shintai normalerweise im honden und sind sehr gewissenhaft von allen  menschlichen Blicken abgeschirmt. Der Zutritt zu ihnen ist den Laien für gewöhnlich untersagt, meist sind sie darüber hinaus in schützende Materialien eingekleidet, die nie komplett entfernt werden, sondern deren äußerste Schicht lediglich bei Auflösung regelmäßig ersetzt wird. Werden innerhalb eines honden mehrere Kami verehrt, teilen sich diese auch in der Regel dasselbe Shintai. Manche Kami verfügen auch über mehrere ursprüngliche Shintai. Es befinden sich dann verschiedene Aspekte ihrer mitama darin.
Wenn Bauarbeiten am honden vorgenommen werden, wird das Shintai entweder in einem speziell dafür vorgesehenen und ansonsten leeren Schrein (ō-kari-den) eingelagert. Ansonsten, wenn ein ō-kari-den nicht vorhanden ist, zieht der Kami mit dem Shintai in einen benachbarten anderen Schrein um und verweilt dort als Gast für die Dauer der Bauarbeiten.
Es kommt oft vor, dass Hauptschreine das mitama in ihrem Shintai mittels langwieriger und komplizierter Rituale durch den dortigen Hohepriester auf einen anderen Gegenstand übertragen lassen, wobei allerdings das mitama im ursprünglichen Shintai nicht verschwindet. Für den (meist um Mitternacht vollzogenen) Transfer wird das neue Shintai für gewöhnlich im heiden vor dem honden gelagert und der Kami zum Einzug in das neue Shintai gebeten.
Diese so zustande gekommenen neuen Shintai heißen bun-rei (分霊) und werden dann an die Zweigschreine (bun-sha) weitergegeben, in denen derselbe Kami wie im Hauptschrein verehrt wird. Es kommt aber auch vor, dass Laien aus der Gemeinde eines Schreins (ujiko) Steine oder junge Bäume vom Gelände des Schreins mitnehmen und andernorts als bun-rei verwenden. 